# Châu Sinh Như Cố
Châu Sinh Như Cố (tiếng Trung: 周生如故, bính âm: Zhōu Shēng Rú Gù, tiếng Anh: One and Only) là bộ phim cổ trang tình cảm được chuyển thể từ cuốn tiểu thuyết Nhất Sinh Nhất Thế Mỹ Nhân Cốt phần cổ trang của tác giả Mặc Bảo Phi Bảo, phim kể về câu chuyện xoay quanh Thôi Thời Nghi vốn là Thái tử phi tương lai, nàng được trưởng bối đưa đến Vương phủ để học nghệ. Trong thời gian tiếp xúc, Thôi Thời Nghi dần phải lòng Tiểu Nam Thần Vương Châu Sinh Thần. Tình cảm của hai người mau chóng phát triển, là tình cảm âm thầm đến từ hai phía. Vì quan hệ, càng vì thân phận nên không thể tiến thêm một bước. Sau này, Thôi Thời Nghi bị ép buộc thành hôn với Thái tử, đồng thời lúc này, Châu Sinh Thần đã bị thái tử tính kế và chịu hình phạt róc xương với tội danh tạo phản. Chàng để lại huyết thư trước lúc lâm chung cho Thôi Thời Nghi sau đó qua đời.

## Phát sóng
| Quốc gia   | Kênh      | Ngày phát sóng            | Thời gian | Ghi chú |
| ---------- | --------- | ------------------------- | --------- | ------- |
| Trung Quốc | iQIYI     | Ngày 18 tháng 8 năm 2021  | 20:00     |         |
| Trung Quốc | An Huy TV | Ngày 18 tháng 12 năm 2021 | 19:35     |         |

## Tóm tắt
Nổi danh từ thời thiếu niên, Tiểu Nam Thần Vương Châu Sinh Thần (Nhậm Gia Luân) chiến công hiển hách, cả đời nguyện tận trung vì đất nước, thái độ cẩn thận cùng khiêm tốn được người đời ca ngợi. Con gái Thôi thị – Thôi Thời Nghi (Bạch Lộc) vừa sinh ra đã được ban hôn tương lai làm Thái tử phi, cũng vì có giao tình với hoàng thất, từ nhỏ nàng đã được trưởng bối đưa đến Vương phủ học nghệ. Thôi Thời Nghi hiền lành tốt bụng, thông minh hoạt bát, ở trong Vương phủ được mọi người yêu quý, học hỏi cũng rất nhanh. Mỗi ngày ở bên cạnh Châu Sinh Thần, nàng đều bị tác phong cùng phẩm hạnh của người này thu hút, vô tình đem lòng thầm mến sư phụ mình. Bất luận là ở Vương phủ chờ đợi tin chiến thắng hay cùng Châu Sinh Thần kề vai chiến đấu, thì Thôi Thời Nghi luôn là hậu thuẫn mạnh mẽ cùng chống đỡ ấm áp nhất của Châu Sinh Thần. Tình cảm hai người dần phát triển, nhưng vẫn giữ lễ nghĩa cần có. Biên ải lần thứ hai báo nguy, Châu Sinh Thần nghĩa bất dung từ lãnh binh xuất chiến, Thôi Thời Nghi vì trách nhiệm gia tộc phải thành thân cùng Thái tử. Châu Sinh Thần anh dũng chống giặc lại bị gian thần gài bẫy, mang trên người ô danh mưu phản, phải chịu hình phạt róc xương, suốt ba canh giờ không một tiếng kêu than, để lại huyết thư cho Thời Nghi. Thôi Thời Nghi vì sư phụ mà nhảy thành tự vẫn, gạch tên mình khỏi gia tộc, một lòng muốn gả cho Châu Sinh Thần.

## Diễn viên

### Diễn viên chính
| Diễn viên                                             | Nhân Vật                             | Giới thiệu |
| ----------------------------------------------------- | ------------------------------------ | --- |
| Nhậm Gia Luân (Hà Vũ Tiêu vai Châu Sinh Thần lúc nhỏ) | Tiểu Nam Thần Vương - Châu Sinh Thần | Vốn có xuất thân là hoàng tử của hoàng tộc Lưu thị, em trai của Tiên đế (phụ hoàng của Lưu Huy). Sau vì để tránh hiềm nghi mà đổi thành họ Châu Sinh của người cậu là Nam Thần Vương, đồng thời trở thành người kế vị. Vì nắm trong tay 70 vạn quân sĩ, lại bách chiến bách thắng nên bị hoàng thất e dè, nghi kị. Để tỏ rõ lòng trung thành với hoàng tộc, đất nước, Châu Sinh Thần lập lời thề không vợ không con, cả đời trấn thủ biên quan. Sau cũng vì lời thề này mà phải hết sức kìm nén tình cảm đối với đệ tử Thôi Thời Nghi. Cuối cùng vị vương gia cả đời trung trinh ái quốc lại bị giá hoạ tạo phản, xử tội róc xương. |
| Bạch Lộc (Lưu Kỳ Kỹ vai Thôi Thời Nghi lúc nhỏ)       | Thôi Thời Nghi (Thập Nhất)           | Con gái Thôi gia, một gia đình danh giá ở quận Thanh Hà. Vì thế lực gia tộc thịnh vượng, ngay từ khi còn trong bụng mẹ đã được ban hôn với Thái tử. Khi còn nhỏ vì biến cố gia đình mà mắc tâm bệnh, bị mắc chứng mất ngôn ngữ trong nhiều năm liền. Vài năm sau nàng bái Châu Sinh Thần làm sư phụ, trở thành đệ tử thứ mười một. Ngay từ ánh mắt đầu tiên, nàng đã đem lòng thầm ngưỡng mộ sư phụ mình, cũng vì sư phụ mà nói chuyện trở lại. Từng được hủy bỏ hôn ước nhưng một lần nữa lại bị buộc phải thành thân với Thái tử. Khi nghe tin Châu Sinh Thần chết oan, nàng đau đớn khôn nguôi. Vào ngày sắc phong Quý tần, nàng mặc giá y nhảy thành lầu tự vẫn trước mặt văn nhân thiên hạ, vừa để đến gả cho Châu Sinh Thần, vừa để kêu oan cho Nam Thần Vương quân và bảo vệ gia tộc. |

### Diễn viên phụ

#### Nam Thần Vương phủ
| Diễn viên         | Nhân vật                             | Giới thiệu |
| ----------------- | ------------------------------------ | --- |
| Lý Nghi Nho       | Hồng Hiểu Dự                         | Đồ đệ của Châu Sinh Thần, đại sư tỷ của Thời Nghi. Phải lòng ngay từ lần gặp đầu tiên và có tình cảm sâu đậm với Thôi Phong - tam ca của Thời Nghi. Sau này vì đỡ một đao cho sư muội Phụng Tiếu trong bữa dạ yến mà hi sinh.                                                                  |
| Trương Thành Hàng | Châu Thiên Hành                      | Đồ đệ của Châu Sinh Thần, nhị sư huynh của Thời Nghi. |
| Nguyên Nhược Hàng | Tạ Vân                               | Đồ đệ của Châu Sinh Thần, tam sư huynh của Thời Nghi (con trai ruột của quân sư Tạ Sùng nhưng bí mật bị giấu kín đến khi Tạ Sùng mất). Có tình cảm đơn phương nhiều năm với sư muội Phụng Tiếu. Sau này vì chinh chiến nơi biên ải mà hai chân bị phế.                                         |
| Tô Mộng Vân       | Phụng Tiếu                           | Đồ đệ của Châu Sinh Thần, tứ sư tỷ của Thời Nghi. Có tình cảm chôn sâu trong lòng với quân sư Tiêu Án. |
| Châu Lục Lạp      | Tiêu Văn/ Tiêu Án/ Phụng Dương Vương | Nhị hoàng tử của Nam Tiêu, vì phát hiện ra bí mật gia tộc mà rời Nam Tiêu đến Bắc Tống tu hành. Gia nhập Nam Thần Vương quân, là quân sư và tri kỉ của Châu Sinh Thần. |
| Phó Tuyển         | Tạ Sùng                              | Quân sư của Nam Thần Vương phủ, cha ruột của Tạ Vân. Ban đầu được chỉ định đi theo giám sát Châu Sinh Thần, về sau hết mực trung thành, được Châu Sinh Thần xem như cha. Sau này quay về triều làm thái phó và dốc sức phò tá hoàng đế trẻ tuổi. Bị Thích thái hậu hạ độc hại chết trong ngục. |
| Tạ Hồng Hâm       | Tạ Thần                              | Là nghĩa tử của quân sư Tạ Sùng, bị mù nhưng có tài bói toán. Nhiều lần dự đoán chính xác tương lai như quân sư Tạ Sùng ở lại phò tá hoàng đế Lưu Huy là điềm "hung", Thập Nhất không có số cưới gả, Tiểu Nam Thần Vương gặp điều bất trắc.                                                    |

#### Thôi gia - Thanh Hà quận
| Diễn viên      | Nhân vật      | Giới thiệu |
| -------------- | ------------- | --- |
| Vu Dương       | Thôi Quảng    | Người đứng đầu Thôi gia, từng làm thái phó. Rất có tiếng nói trong triều, được văn nhân thiên hạ nể phục, kính trọng. |
| Lưu Uy Uy      | Thôi Văn Quân | Tam nương của Thôi phủ, em gái của Thôi Quảng, mẹ ruột của Thời Nghi. Vì gia tộc mà buộc phải hòa ly với cha ruột của Thời Nghi là Thất lang Lý thị. Hiểu rõ Thời Nghi, từng có ý định hi sinh tính mạng để thành toàn cho con gái được tự do. |
| Cảnh Lê Minh   | Thôi Văn Cơ   | Tứ nương của Thôi phủ, em gái của Thôi Quảng. Từng có hôn ước với cậu của Châu Sinh Thần là Nam Thần Vương. Triều đình e ngại Nam Thần Vương phủ và Thôi gia hợp lực lớn mạnh, gửi mật thư yêu cầu Nam Thần Vương hủy bỏ hôn ước, dẫn đến xích mích của hai nhà. Sau khi nghe Châu Sinh Thần nói rõ sự thật, Thôi Văn Cơ mới buông bỏ chấp niệm và thôi oán trách Nam Thần Vương. |
| Diêu Dịch Thần | Thôi Phong    | Tam lang của Thôi phủ, con trai của Thôi Quảng, ca ca của Thôi Thời Nghi, tướng quân dưới trướng của Tiểu Nam Thần Vương - Châu Sinh Thần, từng trấn thủ Thọ Dương. Phải lòng ngay từ lần gặp đầu tiên và có tình cảm sâu đậm với Hồng Hiểu Dự. Từng vì gia tộc mà bị ép buộc thành thân với Hạnh Hoa công chúa (về sau hòa ly). Sau vì công chúa Hạnh Hoa mà chuyển về Trung Châu, được Lưu Huy uỷ thác phong chức thứ sử quận Thái Nguyên để kiềm chế Kim Vinh. Chứng kiến cái chết oan của Hồng Hiểu Dự và Châu Sinh Thần, Thôi Phong tự nguyện gạch tên khỏi gia phả, đổi thành họ của Châu Sinh Thần, cùng Nam Thần Vương quân chinh chiến, giành lại sự trong sạch. |

#### Hoàng cung - Trung Châu
| Diễn viên       | Nhân vật                                             | Giới thiệu |
| --------------- | ---------------------------------------------------- | --- |
| Vương Tinh Việt | Quảng Lăng Vương Lưu Tử Hành                         | Sau khi Lưu Huy lên ngôi, Lưu Tử Hành được phong làm thái tử và được ban hôn với Thôi Thời Nghi, Lưu Tử Hành đã đem lòng ái mộ Thời Nghi ngay khi nhìn thấy chân dung của nàng. Sau này vì ghen ghét với Châu Sinh Thần nên đã gài bẫy vu cho Châu Sinh Thần tội phản nghịch, ban hình róc xương. Cơ thể vốn dĩ yếu ớt nên 3 năm sau khi đăng cơ cũng qua đời.                                                       |
| La Điện Hạ      | Hoàng đế Lưu Huy (Lý Triệu Bình vai Lưu Huy lúc nhỏ) | Lên ngôi khi 6 tuổi, bị Thái hậu ép uống rượu độc mà chết. Có lòng tôn trọng và tin tưởng Châu Sinh Thần tuyệt đối. |
| Lương Ái Kỳ     | Thích Chân Chân                                      | Thái hậu đương triều, mẹ của Lưu Huy. Sau bị quân của Kim Vinh bày kế giết chết. |
| Đại Tư          | Kim tần Kim Trinh Nhi                                | Phi tần của Hoàng đế Lưu Huy nhưng không được sủng ái. Có cha là Kim Vinh thống lĩnh vạn quân ở Thái Nguyên. Vì muốn hưởng vinh hoa phú quý mà lợi dụng sức ép từ cha mình, ép Lưu Tử Hành phong nàng làm Hoàng hậu. Tuy nói năng không kiêng nể nhưng là người hiếm hoi dám thẳng thừng vạch trần bộ mặt thật của Lưu Tử Hành, cũng như đồng cảm và bầu bạn với Thời Nghi trong khoảng thời gian ngắn ở trong cung. |
| Ngô Mạn Tư      | Hạnh Hoa công chúa                                   | Cháu gái cùng họ với Thích Thái hậu. Nhất kiến chung tình với Lưu Tử Hành dù phải gả cho Thôi Phong, về sau hòa ly. Sau này cũng vì Lưu Tử Hành và an nguy xã tắc mà tự nguyện gả đến Nam Tiêu. |

#### Diễn viên khác
- Quách Vỹ vai Lưu Nguyên
- Quách Quân vai Lưu Ngụy
- Vương Vũ vai Lưu Trường Thiện
- Phùng Lạp vai Bình Tần Vương, huynh đệ kết nghĩa của Tiểu Nam Thần Vương
- Tập Tuyết vai Cao Hoài Dương, quen biết Châu Sinh Thần từ nhỏ, sau gả cho Bình Tần Vương
- Lưu Bạc Tiêu vai Kim Vinh
- Phan Khải Ngôn vai Khương Tần: Phi tử của Lưu Huy
- Trương Chương vai Thành Hỉ: Nha hoàn của Thời Nghi
- Hàn Thừa Vũ vai Hoàn Dũ, cố hữu của Châu Sinh Thần ở Nam Tiêu
- Hồ Bác vai Cam tướng quân
- Vương Nghệ Lâm vai Mạnh Loan: thái giám thân cận của Lưu Tử Hành
- Hà Dịch Thần vai Dương Thiệu
- Hoàng Kế Đống vai Nguyên Vũ Xuất
- Lý Hòe Long vai Thôi Chinh: tướng quân của Thôi phủ, nằm trong Lục phòng của Thôi thị, từng muốn cầu thân với Tam nương Thôi Phủ (mẹ của Thời Nghi) nhưng bị từ chối thẳng thừng
- Hoàng Kế Đống vai Nguyên Vũ Xuất
- Lý Đinh Dực vai Hoàng đế Lưu Tử Trinh
- Vương Hạo Trinh vai Tần Nghiêm

## Nhạc phim
| STT              | Nhan đề           | Phổ lời          | Phổ nhạc                                | Ca sĩ                 | Thời lượng |
| ---------------- | ----------------- | ---------------- | --------------------------------------- | --------------------- | ---------- |
| 1.               | "Như cố (如故)"   | Ngô Kiếm Trung   | Lục Hổ                                  | Trương Bích Thần      | 4:30       |
| 2.               | "Như nhất (如一)" | Trần Khả Tâm     | Đặng Trí Vỹ                             | Nhậm Gia Luân         | 3:58       |
| 3.               | "Định tâm (定心)" | Trần Khả Tâm     | Major Leaguer                           | Trịnh Vân Long        | 3:52       |
| 4.               | "Nhược (若)"      | Mã Trình Trình   | ShinHyung, KangMing Hee, Jeong Jin Hwan | Kim Mân Kỳ            | 3:15       |
| 5.               | "Vô ngu (无虞)"   | Lưu Sướng        | Đàm Toàn                                | Lý Tử Đình, Tỉnh Lung | 4:21       |
| 6.               | "Bất luận (不论)" | Giang Huy        | Chu Hải Uy                              | A Yue Yue             | 3:41       |
| Tổng thời lượng: | Tổng thời lượng:  | Tổng thời lượng: | Tổng thời lượng:                        | Tổng thời lượng:      | 23:37      |

## Giải thưởng và đề cử
| Năm  | Lễ trao giải                                                | Giải thưởng                                             | Đề cử                          | Kết quả   | Tham khảo |
| ---- | ----------------------------------------------------------- | ------------------------------------------------------- | ------------------------------ | --------- | --------- |
| 2021 | QIYI International Entertainment Gala - IQIYI Q Awards 2021 | Nam diễn viên có sức ảnh hưởng nhất                     | Nhậm Gia Luân (Châu Sinh Thần) | Đoạt giải |           |
| 2021 | QIYI International Entertainment Gala - IQIYI Q Awards 2021 | Nữ diễn viên nổi tiếng của năm                          | Bạch Lộc (Thôi Thời Nghi)      | Đoạt giải |           |
| 2021 | Giải thưởng Hoa Đỉnh lần thứ 32                             | Top 10 diễn viên được khán giả toàn quốc yêu thích nhất | Nhậm Gia Luân (Châu Sinh Thần) | Đoạt giải |           |
| 2021 | Giải thưởng Hoa Đỉnh lần thứ 32                             | Nam diễn viên chính xuất sắc nhất (Phim cổ trang)       | Nhậm Gia Luân (Châu Sinh Thần) | Đề cử     | [ 3 ]     |
| 2021 | Giải thưởng Hoa Đỉnh lần thứ 32                             | Nữ diễn viên chính xuất sắc nhất (Phim cổ trang)        | Bạch Lộc (Thôi Thời Nghi)      | Đề cử     | [ 3 ]     |